# Kermadec (personaggio)
Kermadec è un personaggio del ciclo de: Il Druido Supremo di Shannara, scritto da Terry Brooks, che aiuterà Penderrin Ohmsford a salvare sua zia Grianne dal Divieto

## Storia
Kermadec era un troll delle rocce di trent'anni, saldo e capace. Era il maturen di Taupo Rough e aveva servito il suo popolo con devozione e con coraggio. All'età di 14 anni aveva salvato una compagnia di giovani troll dall'assalto di un gruppo di troll delle foreste rinnegati, e aveva ucciso tutti gli aggressori. Sei anni dopo aveva partecipato ad una scorreria della sua gente nelle Terre del Nord e aveva soccorso una tribù di gnomi attaccata dai Mutens superstiti all'era del Signore degli Inganni.
Quando Grianne Ohmsford chiese al Consiglio delle Nazioni Troll di aiutarla nel suo compito, Kermadec la aiutò immediatamente e divenne per i successivi 5 anni il capitano della guardia di Paranor. Quando il suo mandato raggiunse il termine, il Maturen tornò a Taupo Rough ma continuò ad aiutare i druidi, selezionando personalmente i troll che avrebbero custodito la fortezza.
Anni dopo, alcuni gnomi gli riferirono di strane luci, e strani fenomeni che si stavano verificando con regolarità nell'antico Regno del Teschio e Kermadec, allarmato, riferì tutto all'Ard Rhys che avviò personalmente delle indagini approfondite. Il giorno dopo Grianne Ohmsford sparì nel nulla e Shadea a'Ru prese il potere accusando i troll di aver ucciso l'Ard Rhys; Tagwen lo avvertì di non entrare nella fortezza perché di certo i druidi lo avrebbero incarcerato dopo un processo farsa. Kermadec tornò a Taupo Rough e dopo alcuni giorni vide arrivare la compagnia di Pen tra la sua gente: chiedevano il suo aiuto per trovare il leggendario Tanequil. Acconsentì di scortarli fino a Stridegate ma ben presto, prima che partissero, i Druidi rintracciarono Pen e attaccarono il villaggio dei Troll: riuscirono a fuggire sfruttando dei tunnel scavti nei monti e attraversarono segretamente la catena del Klu e la valle dell'Inkrim. Dopo che Traunt Rowan sequestrò il giovane Ohmsford, Kermadec e i suoi compagni furono assediati dagli Urda e riuscirono a scamparla solo grazia all'intervento di Bek Ohmsford e Rue Meridian. Saputo che Penderrin era riuscito ad entrare nel Divieto, decise di radunare i guerrieri di Taupo Rough e di attaccare la fortezza per creare un diversivo. Lui e Atalan, suo fratello, assieme ad un gruppo di Troll, aprirono il cancello nord di Paranor impedendo agli gnomi di Pyson Wence di fermare l'armata.
Intervenne assieme al fratello Atalan nello scontro finale tra Grianne e i congiurati e le salvò la vita proteggendola da un attacco magico di uno dei traditori e con una lancia uccise la perfida Shadea a'Ru.
Purtroppo nella lotta, Atalan perse la vita.